# Dobrić (Republika Serbska)
Dobrić (cyr. Добрић) – wieś w Bośni i Hercegowinie, w Republice Serbskiej, w gminie Šekovići. W 2013 roku liczyła 83 mieszkańców.